# 乔治·莫兰迪
乔治·莫兰迪（Giorgio Morandi，1890年7月20日—1964年6月18日），意大利画家。一生活动主要在博洛尼亚，1907年入博洛尼亚美术学院进修，1930-1956年在此任教。他擅长静物画，画风受到意大利古典画派、热里柯、塞尚和立体派的影响。他画的关于瓶罐器皿的油画就超过1000张，颜色多数是低饱和度的蓝灰黄。在其画作中，这些静物成为抽象的符号。1948年，获威尼斯双年展绘画奖。

静物